# Christ Church Cathedral (Dublin)
De Christ Church Cathedral (meer formeel, The Cathedral of the Holy Trinity) (Iers-Gaelisch:Ardeaglais Theampall Chríost ) in Dublin, Ierland, is de oudste van de twee kathedralen van de Church of Ireland in Dublin. Het is de zetel van de aartsbisschop van Dublin.
Waar de Rooms-Katholieke Kerk in Ierland de overname van middeleeuwse kerken door de Church of Ireland vrijwel overal heeft geaccepteerd geldt dat niet voor Dublin. Christ Church wordt door de aartsbisschop van het rooms-katholieke aartsbisdom Dublin opgeëist, reden waarom de feitelijke kathedraal van het aartsbisdom bekendstaat als Saint Mary's Pro-Cathedral.

Plan van de Christ Church Cathedral en het aangrenzende park.
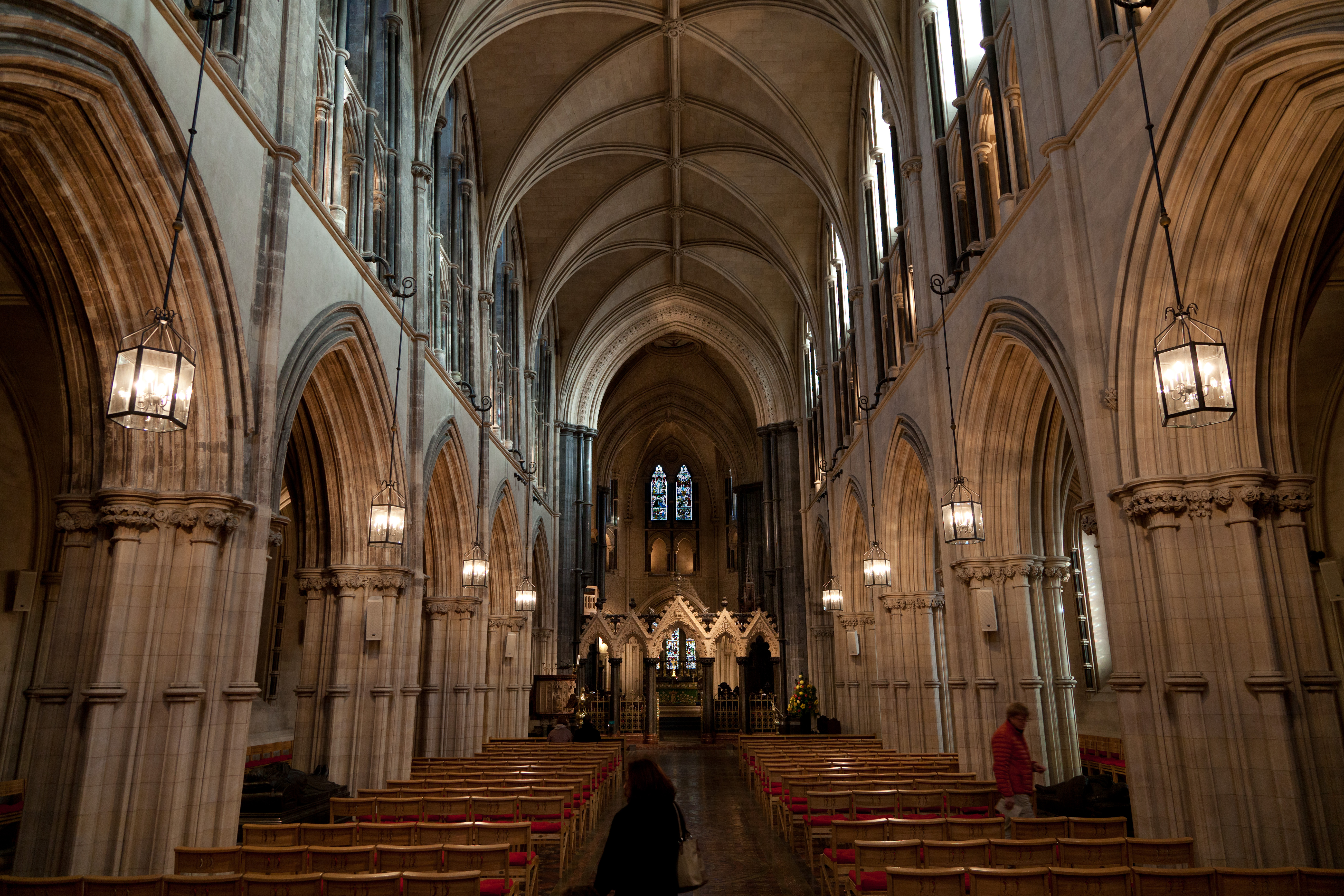
Interieur van Christ Church Cathedral.